# Daniel von Tettau

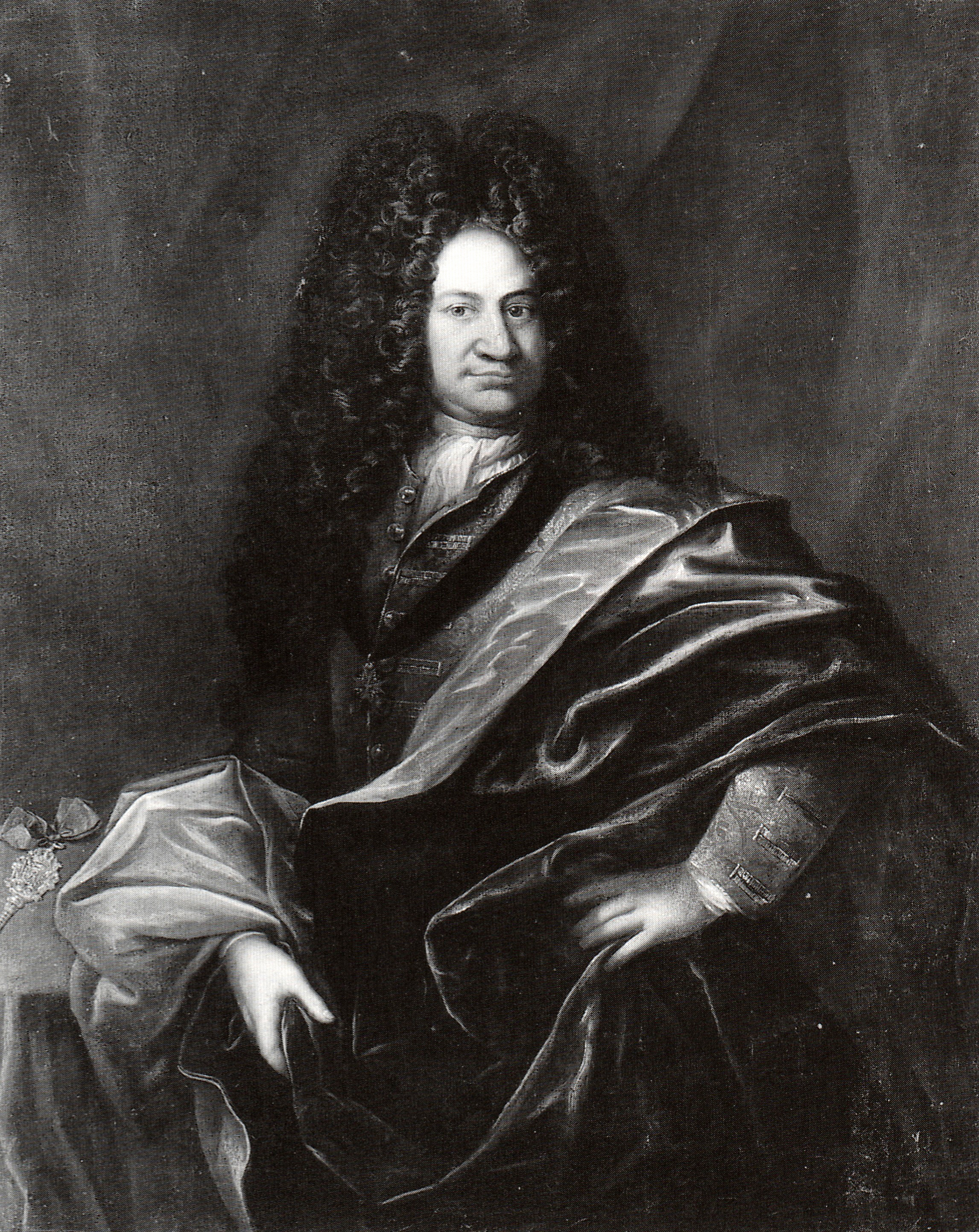
Daniel von Tettau, Ölgemälde von Anton Schoonjans, 1702.

Daniel von Tettau (* 6. April 1670; † 11. September 1709 bei Malplaquet) war ein königlich-preußischer Generalmajor, Obrist der Grendadierleibgarde sowie Kammerherr. Ferner war er Erbherr auf Umau, Sommerfeld und Gloschehnen.

## Leben

### Herkunft und Familie
Friedrich von Tettau war Angehöriger des preußischen Adelsgeschlechts von Tettau. Seine Eltern waren der Kanzler des Herzogtums Preußen und Präsident des Oberappellationsgerichts Hans Dietrich von Tettau (1620–1687) und Dorothea von Borcke († 1689). Die beiden preußischen Minister Dietrich von Tettau (1654–1730) und Friedrich von Tettau (1664–1748) waren seine Brüder. Er selbst blieb unvermählt.

### Werdegang
Nach einem Studium in Königsberg trat von Tettau 1688 in Brandenburger Kriegsdienste. Er kämpfte bei der Belagerung von Bonn, nahm aber dann seinen Abschied. Sei Vetter Julius Ernst von Tettau war holländischer General-Feldzeugmeister und verhalf ihm zu einer Infanteriekompanie im Heer der Generalstaaten. Mit dieser kämpfte er gegen die Franzosen. Nach dem 1697 der Frieden von Ryswyk geschlossen wurde, ging er zunächst in die Dienste des Herzogs von Savoyen über, wo er das Kommando von zwei Bataillonen deutscher Truppen erhielt. Im Spanischen Erbfolgekrieg kämpfte Savoyen an der Seite Brandenburgs und auch Tettau wurde zurückberufen. Am 4. April 1702 wurde er zum Oberst der Grenadiergarde berufen und erhielt den Orden De la Générosité. Er wurde dann Chef des Infanterie-Regiments Nr. 18. Am 7. Februar 1703 hatte er die Reichsstadt Nordhausen zu besetzen. Am 5. Januar 1704 wurde er Oberst im Regiment des Kronprinzen Friedrich Wilhelm. Schon am 18. April 1705 wurde er Brigadier der Leibgrenadiergarde und im gleichen Jahr Generalmajor. Am 6. Januar 1706 wurde er zudem preußischer Kämmerer.
Von Tettau war an 16 Feldzügen beteiligt. Er fiel 1709 in der Schlacht bei Malplaquet, wo ein Schuss ihm den rechten Arm zerfetzte. Sein Körper wurde geborgen und nach Berlin überführt. Am 17. Oktober wurde er in Anwesenheit von königlichen und fürstlichen Gesandten in der Garnisonkirche beigesetzt. Von seinen Brüdern wurde ihm dort ein Monument errichtet.
Das Monument stand aber nur bis zum 12. August 1720, als ein explodierender Pulverturm die Kirche zerstörte. Der König Friedrich Wilhelm I. – ebenfalls Teilnehmer der Schlacht bei Malplaquet – schätzte ihn sehr. So befahl er, beim Neubau der Kirche im Jahr 1722 das Monument durch den Hofmaler Pesne neu errichten zu lassen.